# Māris Verpakovskis
Māris Verpakovskis (Liepāja, 15 d'octubre de 1979) és un futbolista letó, que ocupa la posició de davanter.

## Trajectòria
Comença a destacar al FK Liepājas Metalurgs, d'on passa, el 2001, a l'Skonto FC. Al club capitalí sobresurt per la seua capacitat golejadora: 41 gols en 77 partits. Aquestes xifres possibiliten que clubs d'arreu del continent s'interessen pel jugador, que acabaria fitxant pel Dinamo de Kyiv el 2003.
El davanter es va fer un lloc a l'onze inicial del quadre ucraïnès, sent un dels més destacats del 2004. A partir d'aquest moment minva la seua aportació, i a partir del 2007 encadena tres cessions a clubs espanyols i croats. El 2009 marxa a l'Ergotelis, de la lliga grega.

## Selecció
Verpakovskis ha estat internacional amb Letònia en 80 ocasions, marcant 26 gols. Hi va estar present a l'Eurocopa del 2004, l'única fase final que ha disputat la selecció bàltica. De fet, va ser peça clau en la classificació, en la qual va marcar sis gols en 10 partits.

## Títols
- Copa Bàltica: 2001
- Lliga letona: 2001, 2002
- Copa de Letònia: 2001, 2002
- Lliga ucraïnesa: 2004
- Copa d'Ucraïna: 2005, 2006